# Isomyia pubera
Isomyia pubera är en tvåvingeart som först beskrevs av Villeneuve 1917.  Isomyia pubera ingår i släktet Isomyia och familjen Rhiniidae. Inga underarter finns listade i Catalogue of Life.